# Fiscaal vermogen

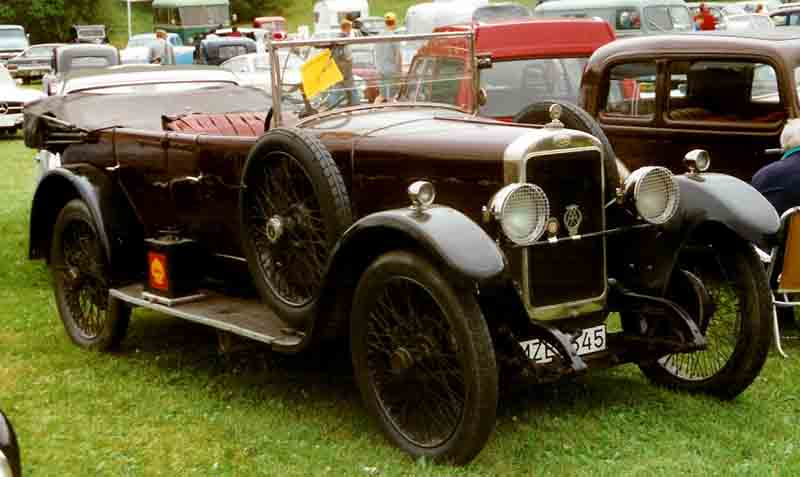
Deze Sunbeam 14/40 Tourer uit 1926 leverde 14 fiscale paardenkrachten, maar 40 échte

Het fiscaal motorvermogen was een systeem van motorrijtuigenbelasting uit het begin van de 20e eeuw. Het was gebaseerd op het (al dan niet berekende) vermogen van een voertuig en werd toegepast in verschillende Europese landen en een aantal staten in de VS.
In de meeste gevallen betrof het niet het werkelijk geleverde motorvermogen, maar een berekend vermogen op basis van een wiskundige formule. Oorspronkelijk lagen het berekende en het werkelijke vermogen dicht bij elkaar, maar doordat de techniek zich ontwikkelde en de berekening bleef "stilstaan", werd het verschil tussen beide steeds groter.

## Verenigd Koninkrijk
De Britse Royal Automobile Club had op verzoek van de regering in 1910 een belastingtarief berekend, gebaseerd op de boring en het aantal cilinders van een motor. Deze berekening leverde het "fiscaal vermogen" (Tax horsepower) op, maar van deze berekening klopte na verloop van tijd niets meer door de voortschrijdende techniek én het feit dat de slag niet in de berekening was meegenomen. Daardoor was de cilinderinhoud niet bekend en kon men, door de slag maar lang genoeg te maken, een grote motor produceren met een zeer laag fiscaal vermogen. Ook de technische ontwikkelingen, zoals bijvoorbeeld de toepassing van kopklepmotoren, die het mogelijk maakten steeds meer vermogen uit dezelfde cilinderinhoud te halen, telden niet mee. Daarom kregen veel Britse auto- en motormodellen ook een dubbele naam, bijvoorbeeld 14/40HP. Vóór de streep het fiscale vermogen, achter de streep het werkelijke vermogen. Vanaf 1 januari 1947 werd dit systeem in het Verenigd Koninkrijk losgelaten, maar desondanks werden nog vele jaren voertuigen met een lange slag motor gemaakt. Dat lag grotendeels aan het gebrek aan financiële middelen om de ontwikkeling van nieuwe motoren met een kortere slag mogelijk te maken.
De RAC-formule voor de berekening van het fiscaal motorvermogen:
{\displaystyle RAC_{\mathrm {hp} }={\frac {D^{2}\cdot n}{2{,}5}}}
waarbij:
D de boring (diameter) van de cilinder in inches weergeeft
n het aantal cilinders weergeeft

## Continentaal Europa
In de meeste Europese landen, zoals België, Duitsland, Frankrijk en Italië werd het systeem op dezelfde manier toegepast, maar uiteraard berekend volgens het metriek stelsel, terwijl die in het gemenebest en de VS volgens het Brits-Amerikaans maatsysteem werden berekend.

### Frankrijk
In Frankrijk wordt het systeem van het fiscale motorvermogen nog toegepast, maar vanaf 1956 volgens een meer uitgebreide en nauwkeurige formule, waarin bijvoorbeeld ook de slag wordt meeberekend. Daardoor is het niet zinvol een motor van een langere slag of een grotere boring te voorzien. Het bleef voor Franse producenten een voordeel een relatief kleine motor te bouwen, waardoor ook de ontwikkeling van lichte auto's gestimuleerd werd. Vanaf 1958 werd ook het motortoerental in de berekening opgenomen, in 1978 en 1998 werd de formule opnieuw herzien. Sinds 1998 wordt de berekening gemaakt op basis van de emissie van koolstofdioxide (CO2) en het maximale motorvermogen.
Het vermogen in chevaux fiscaux wordt berekend met:
{\displaystyle CV={\frac {C}{45}}+\left({\frac {P}{40}}\right)^{1,6}}
Hierin is C de uitstoot aan CO2 in g/km en P het vermogen in kW.

### Zwitserland
In de Kantons van Zwitserland zijn altijd verschillende belastingmethoden toegepast. Aanvankelijk werd in heel Zwitserland het fiscaal motorvermogen gebruikt, maar mét daarin zowel de boring als de slag opgenomen. Dat zag er als volgt uit:
{\displaystyle CV/PS=0{,}4\cdot i\cdot d^{2}\cdot S}
waarbij:
i het aantal cilinders weergeeft,
d de diameter (boring) in centimeters weergeeft
S de slag in centimeters weergeeft
Vanaf 1966 werd de belasting berekend op basis van de cilinderinhoud, waarbij tussen de kantons steeds kleine rekenverschillen bleven bestaan. Bern schakelde in 1973 over naar belasting op basis van het voertuiggewicht. Een aantal kantons volgden dat voorbeeld. Ticino schakelde in 1986 over op belasting op basis van zowel cilinderinhoud als voertuiggewicht. In 7 kantons werd in 2007 nog steeds het fiscale vermogen toegepast. Door de wirwar van belastingregels zijn er in Zwitserland altijd veel verschillende autotypen op de markt gebracht. Waar het voertuiggewicht niet wordt meegerekend, is het bijvoorbeeld interessanter een zware auto te kopen, terwijl in kantons waar de cilinderinhoud een rol speelt een kleine motor voordelen biedt.

### Spanje
In Spanje wordt het fiscaal motorvermogen op basis van de cilinderinhoud nog toegepast, waardoor kleinere motoren populair zijn. In de definitie van het fiscaal vermogen speelt nog een factor mee, die viertaktmotoren voordelen biedt ten opzichte van tweetaktmotoren, maar zowel in de auto- als motorfietsindustrie spelen tweetakten geen grote rol meer.

## Invloed op de ontwikkeling van motoren
Met name de berekening alleen op basis van de boring van de cilinder heeft zeker een nadelige invloed gehad op de ontwikkeling van motoren. In het begin van de 20e eeuw waren lange slag motoren populair vanwege de lage toerentallen die ze draaiden. Er werden toen nog kop/zijklepmotoren met snuffelkleppen gebruikt. Die werden opgevolgd door zijklepmotoren. Toen in veel landen de kopklepmotor populair werd, bleven juist de landen met dit belastingsysteem achter. Men moest immers pogen een zo klein mogelijke boring toe te passen, waardoor er in de cilinderkop simpelweg geen ruimte was voor de steeds groter wordende kleppen. Om toch - binnen de belastingregels - grotere vermogens te ontwikkelen, werd gekozen voor lange slag motoren die niet zelden met zes cilinders werden uitgevoerd. Een efficiënte verbranding werd steeds moeilijker te realiseren.
De binnenlandse markt werd echter automatisch beschermd: het importeren van een auto of motorfiets waarbij de boring en slag in meer "normale" verhoudingen waren toegepast, betekende een hoger belastingtarief. Tijdens de financiële crisis in de jaren dertig werden vooral Amerikaanse autofabrikanten door deze belastingvorm, in samenhang met de protectionistische maatregelen die veel Europese landen troffen, gedwongen fabrieken in Europa op te zetten, waar "aangepaste" Europese modellen geproduceerd werden. Uiteindelijk werden in Europa kleinere motoren en daarmee noodgedwongen ook kleinere auto's populair, terwijl in de Verenigde Staten de belastingtarieven veel lager waren en de motorinhoud vrijwel geen rol speelde.
Vooral de Britse motorfietsmerken bleven tot aan hun teloorgang in de jaren zeventig de gevolgen van het fiscaal vermogen ondervinden: zij hadden altijd lange slag motoren geproduceerd, en toen de rest van de wereld al lang van dit principe was afgestapt, ontbeerden zij de financiële middelen om nieuwe motoren te ontwikkelen.

## Invloed op de typebenamingen
In het begin van de 20e eeuw werd vrijwel altijd het motorvermogen van auto's en motorfietsen aangegeven, in plaats van de cilinderinhoud. Voorbeelden hiervan zijn de Sunbeam 12HP (12pk), een auto, en de Triumph 3HP-motorfiets, beide uit 1905. Toen vanaf 1910 het fiscaal vermogen een rol ging spelen, wilden fabrikanten hun klanten laten weten welk belastingtarief ze moesten betalen, waardoor dit in de typeaanduiding vermeld bleef. In sommige gevallen bleef men simpelweg de "oude" naam gebruiken. De Sunbeam 3½HP-motorfiets bleef onder deze naam van 1913 tot 1928 in productie. Het is niet voor te stellen dat de machine 15 jaar later nog hetzelfde vermogen ontwikkelde. Als men zowel het fiscaal als het werkelijk vermogen wilde aangeven, kreeg een voertuig beide in de naam, zoals de Montgomery 8/38, die op basis van de boring en de (twee) cilinders slechts acht fiscale pk's leverde, maar in werkelijkheid op 38 pk kwam. Ook de naam van de Citroën 2CV (die in werkelijkheid al in 1949 9 pk leverde) verwijst naar het fiscaal vermogen.